# Thasup
Pour les articles homonymes, voir Mattei.
Thasup anciennement Tha Supreme, de son vrai nom Davide Mattei, né le 17 mars 2001 à Fiumicino, près de Rome, est un rappeur, chanteur et producteur de musique italien. Il a une sœur, Sara Mattei, qui évolue elle aussi dans le monde de la musique sous le pseudonyme "Mara Sattei".
Il est issu d'une famille chrétienne protestante, est croyant et fait souvent référence à sa religion dans ses morceaux, notamment dans son dernier album "Casa Gospel".

## Biographie
En 2017, Thasup est révélé par le rappeur Salmo, avec lequel il travaille sur le single Perdonami. Le titre rencontre un grand succès, se classant à la première place des charts italiens. Il est ensuite contacté par le rappeur Dani Faiv (it) pour travailler sur deux titres : Gameboy Color et La La La La La.
Le 15 novembre 2019, après avoir dévoilé les titres 6itch, 5olo, scuol4, oh 9od, m8nstar et blun7 a swishland, Thasup sort son premier album studio intitulé 23 6451,, traduisible en "LE BASI" (Les bases en Italien). L'album rencontre un vif succès, accumulant 13 millions des streams en 24 heures sur la plateforme Spotify, et se classant à la première place du Top albums italien les 3 semaines suivant la sortie du projet. En parallèle, blun7 a swishland reste au sommet du Top singles italien durant 5 semaines.
En mai 2020, le titre Spigoli, en collaboration avec sa sœur Mara Sattei (it) et Carl Brave (it), sort et atteint la première place du Top singles italien.
En 2020, sur la plateforme de streaming Spotify, Tha Supreme est l'artiste le plus écouté d'Italie, 23 6451 est l'album le plus « streamé » de l'année, et blun7 a swishland est le 5e titre cumulant le plus d'écoutes cette année-là.
Le 30 septembre 2022, Thasup délivre son second album studio c@r@++ere s?ec!@le.
Le 26 juillet 2024 sort sa première mixtape "Sfaciolate Mixtape" composée de 21 morceaux. La plupart des musiques figurant dans l'album sont des anciennes productions faites quelques années auparavant et publiées sur YouTube ou en direct sur Twitch.
Le 13 décembre 2024, Thasup délivre son troisième album studio "Casa Gospel" composé de 8 morceaux en collaboration avec sa sœur, Mara Sattei (Sara Mattei de son vrai nom). L'album, étant plus axé gospel/pop que trap, a pris par surprise grand nombre de ses fans. Il explique que lui et sa sœur se sont inspirés de l'esprit des fêtes de Noël et des chants de Gospel qui les accompagne depuis tout petits, leur mère étant choriste en Église protestante elle aussi.

## Discographie

### Album studio
- 2019 : 23 6451

- 2022 : c@r@++ere s?ec!@le

- 2024 : Sfaciolate Mixtape

- 2024 : Casa Gospel (featuring Mara Sattei)

### Singles
- 2017 : 6itch
- 2018 : 5olo
- 2018 : scuol4
- 2018 : oh 9od (featuring Nayt (it))
- 2019 : m8nstar
- 2019 : blun7 a swishland
- 2020 : 0ffline (featuring Bbno$)
- 2021 : m%n
- 2022 : s!r! (featuring Lazza et Sfera Ebbasta)
- 2022 : okk@pp@
- 2023 : Dimmi Che C’è (featuring Tedua (it))
- 2023 : URAGANO DAMN